# Voinești (okręg Ardżesz)
Voinești – wieś w Rumunii, w okręgu Ardżesz, w gminie Lerești. W 2011 roku liczyła 1623 mieszkańców.